# Josef Hruška
Josef Hruška (13. dubna 1883 Praha – 24. května 1949 Věznice Pankrác) byl český podplukovník ČSA, agent Vojenského obranného zpravodajství a agent provokatér Státní bezpečnosti, nakonec jako nepohodlná osoba odsouzený komunistickým režimem k trestu smrti a popravený v roce 1949.

## Životopis
Narodil se v roce 1883 v Praze. Byl dělnického původu, za první republiky měl mít „těžký život“. Zúčastnil se Pražského povstání, během kterého utrpěl zranění při bojích s Němci. Byl ženatý, měl čtyři syny a jednu dceru (Jaroslava, Josefa, Eduarda, Aloise a Emilii). Všechny jeho děti byly v době jeho popravy členy KSČ, syn Jaroslav byl dokonce rovněž podplukovník ČSA (za druhé světové války byl navíc 6 let vězněn v Koncentračním táboře Buchenwald).

### Po únoru 1948
Po únorovém převratu v roce 1948 se stal agentem provokatérem Vojenského obranného zpravodajství. Jeho přímým nadřízeným byl agent NKVD Bedřich Reicin. V rámci své činnosti inicioval vznik skupiny Pravda zvítězí, která měla plánovat protikomunistický převrat na únor 1949. Podařilo se mu ji spojit s řadou protikomunistických odbojářů, z nichž nejvýznamnějším byl Karel Bacílek, se kterým navázal úzkou spolupráci již v dubnu 1948. Bacílek přitom o jeho spolupráci s komunistickým režimem vůbec nevěděl. Hruška pomohl i k odsouzení generála Karla Kutlvašra a předstíraje organizátora protikomunistického odboje navazoval rovněž kontakty s emigranty v zahraničí. Bacílek, Kutlvašr i další osoby, které Hruška usvědčil z protikomunistické činnosti, byly poté zatčeny během prosince 1948.

#### Zatčení a smrt
Jen den po zatčení Bacílka poté však došlo i k zatčení věrného agenta Josefa Hrušky, který během své činnosti zjistil příliš velké množství informací o odboji a pro komunistický režim se stal nepohodlnou osobou. Po zatčení byl ve vazbě mučen, přičemž jeho nadřízení doufali, že mučení i kvůli vysokému věku nepřežije. Poté byl sám souzen v procesu s Karlem Bacílkem. V květnu 1949 byl v politickém procesu za trestné činy velezrady a vyzvědačství odsouzen k trestu smrti, ztrátě občanských práv a konfiskaci veškerého majetku. Jen o týden později bylo ještě téhož měsíce zamítnuto Hruškovo odvolání a o několik dní později byl po neudělení prezidentské milosti, o kterou žádala jeho rodina, popraven spolu s Bacílkem a Borisem Kovaříčkem. V dubnu 1966 byl rehabilitován – o dva roky dříve než Bacílek a Kovaříček.